# Poręba Mrzygłodzka (gmina)
Poręba (Mrzygłodzka) – dawna gmina wiejska, istniejąca w latach 1867–1954 w Kieleckiem i Katowickiem. Siedzibą gminy była wieś Poręba Mrzygłodzka (obecnie w granicach miasta Poręba).

## Królestwo Polskie
Gmina Poręba Mrzygłodzka powstała 1 stycznia?/13 stycznia 1867 w związku z reformą gminną w Królestwie Polskim. Należała do powiatu będzińskiego w guberni piotrkowskiej. 19 maja?/31 maja 1870 do gminy przyłączono pozbawiony praw miejskich Mrzygłód.

## Okupacja niemiecka
W czasie I wojny światowej obszar gminy znalazł się pod okupacją niemiecką w nowym powiecie będzińskim.
27 lutego 1915 niemieckie władze okupacyjne do gminy Poręba Mrzygłodzka przyłączyły:
- miejscowości Kosowska Niwa, Kręciwilk i Nierada z przedzielonej granicą okupacyjną gminy Włodowice,
- miejscowość Ciszówka z przedzielonej granicą okupacyjną gminy Żarki.

17 września 1915 niemieckie władze okupacyjne z gminy Poręba wyodrębniły następujące miejscowości tworząc z nich nową wiejską gminę Mrzygłód
- miejscowości Mrzygłód (z folwarkiem Papiernia) i Mrzygłódka,
- włączone do niej 27 lutego 1915 miejscowości Kosowska Niwa, Kręciwilk i Nierada z gminy Włodowice,
- włączoną do niej 27 lutego 1915 miejscowość Ciszówka z gminy Żarki.

(W 1916 roku gminę Mrzygłód przekształcono w miasto, liczące w tymże roku 4348 mieszkańców i posiadające 2 szkoły.)
Niemieckie władze okupacyjne wyodrębniły także z gminy Poręba część obszarów (Zawiercie Duże i Zawiercie Małe), które weszły w skład utworzonego 15 lipca miasta Zawiercie, liczącego w 1916 roku 30436 mieszkańców. Po korekcie granicy ze strefą austriacką 15 sierpnia 1915 do Zawiercia dołączono także jego wschodnie obszary przemysłowe z gminy Kromołów w powiecie dąbrowskim.

## Polska
Po odzyskaniu niepodległości przez Polskę w 1919 roku, gmina Poręba przeszła pod nową administrację w nieco zmienionych granicach. Władze polskie utrzymały status miejski Zawiercia, natomiast nie uznały formalnie Mrzygłodu za miasto, a utworzoną przez Niemców jednostkę miejską przekształcono w wiejską gminę Mrzygłód (składająca się początkowo tylko z Mrzygłodu i Mrzygłódki, a więc miejscowości należących pierwotnie do gminy Poręba Mrzygłodzka).
Na początku okresu międzywojennego gmina Poręba należała do powiatu będzińskiego w woj. kieleckim. 1 stycznia 1927 roku gmina weszła w skład nowo utworzonego powiatu zawierciańskiego w tymże województwie.
Po wojnie gmina przez bardzo krótki czas zachowała przynależność administracyjną, lecz już 18 sierpnia 1945 roku została wraz z całym powiatem zawierciańskim przyłączona do woj. śląskiego (od 6 lipca 1950 roku pod nazwą woj. katowickie, a od 9 marca 1953 jako woj. stalinogrodzkie). 1 stycznia 1951 roku część obszaru gminy Poręba (gromadę Nowe Zawiercie) przyłączono do Zawiercia.
1 lipca 1952 roku gmina składała się z 8 gromad: Dziechciarze, Krawce, Krzemienda, Marciszów, Niwki, Poręba Mrzygłodzka I, Poręba Mrzygłodzka II i Poręba Mrzygłodzka III.
Jednostka została zniesiona 29 września 1954 roku wraz z reformą wprowadzającą gromady w miejsce gmin. Po reaktywowaniu gmin 1 stycznia 1973 roku gminy Poręba nie przywrócono; w tym dniu Poręba (od 1957 roku osiedle) otrzymała prawa miejskie.